# Lifta (palästinensisches Dorf)

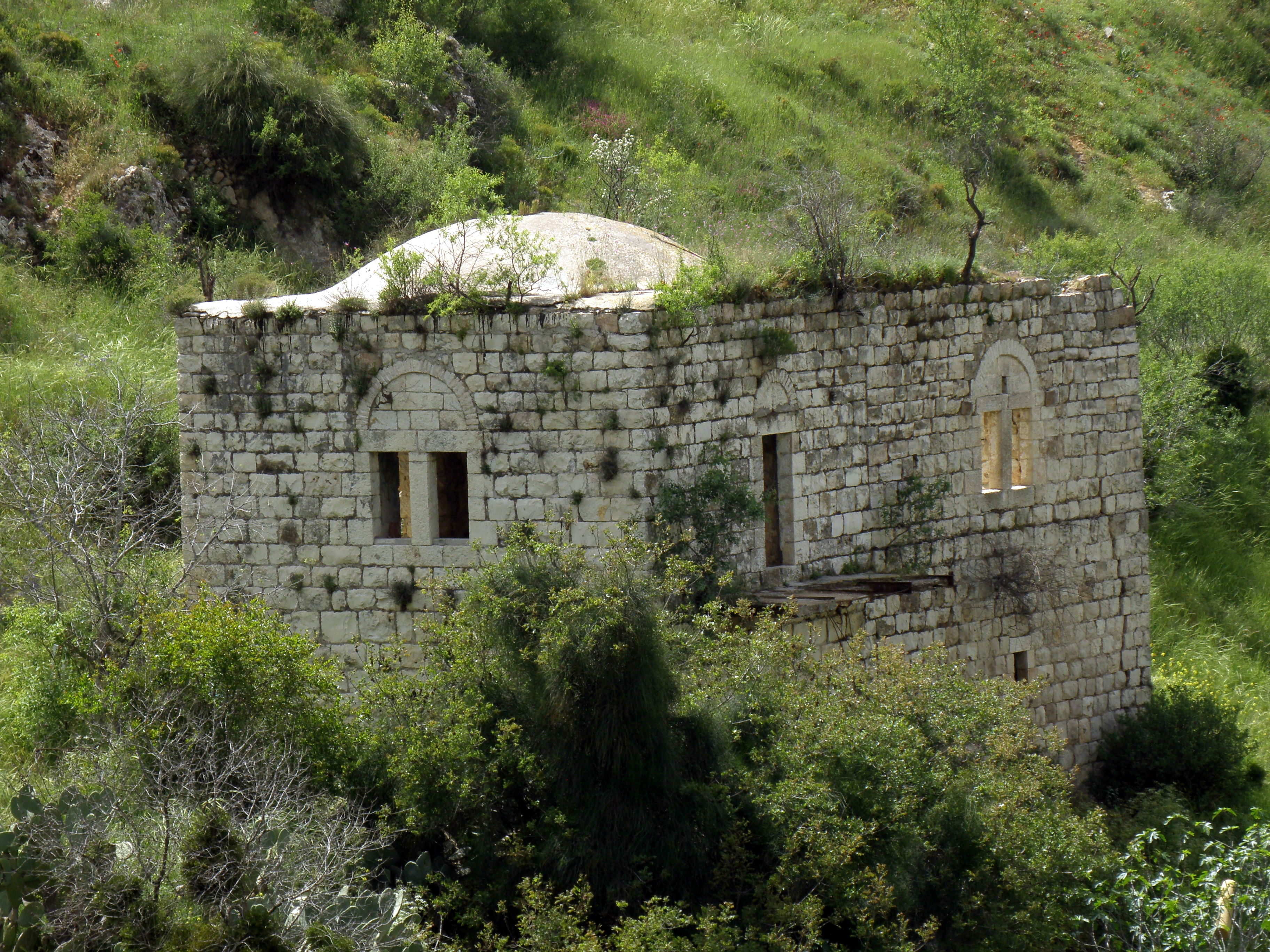
Zweistöckiges Wohnhaus

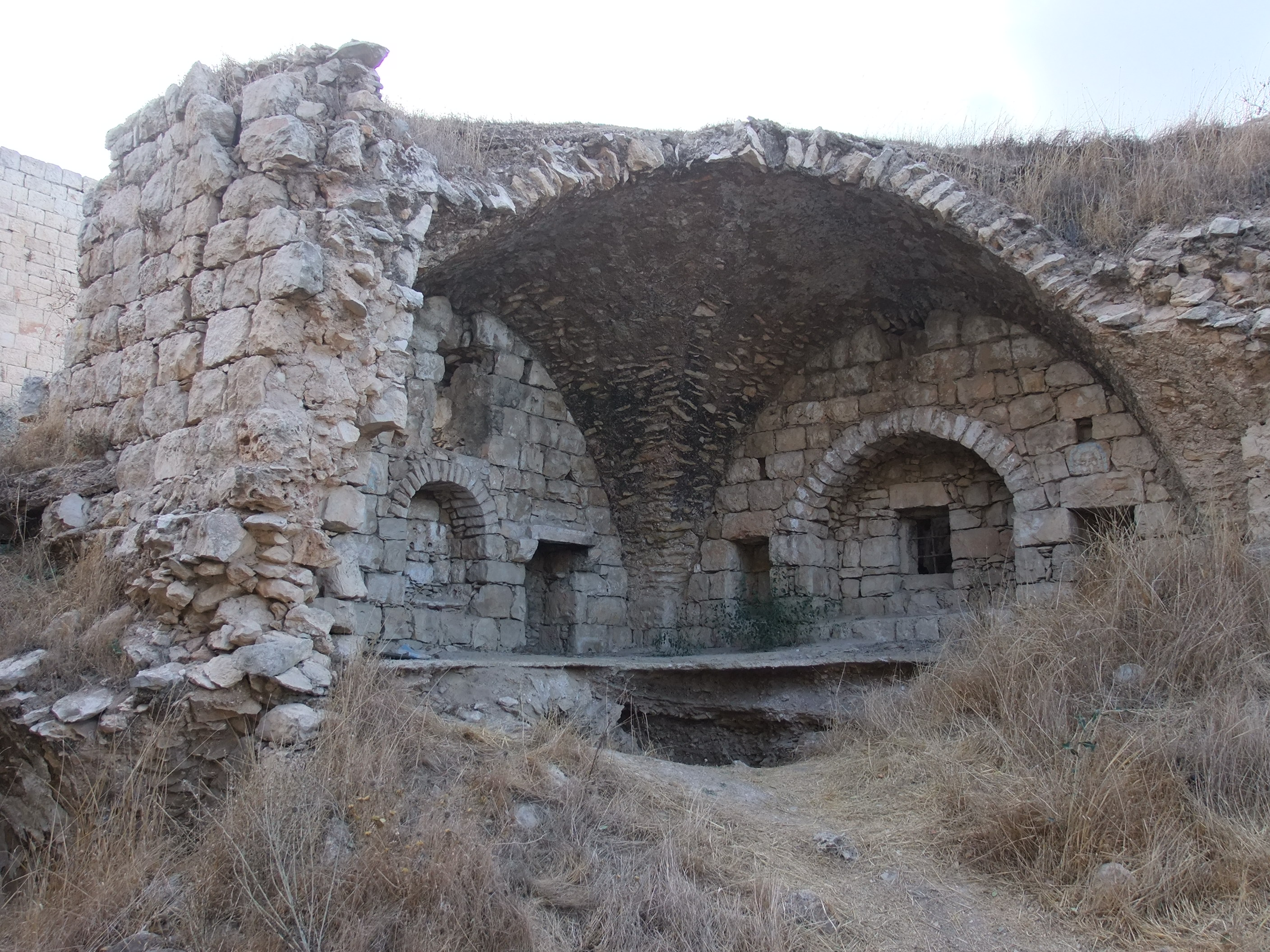
Haus mit Kreuzgewölbe (Site 33)

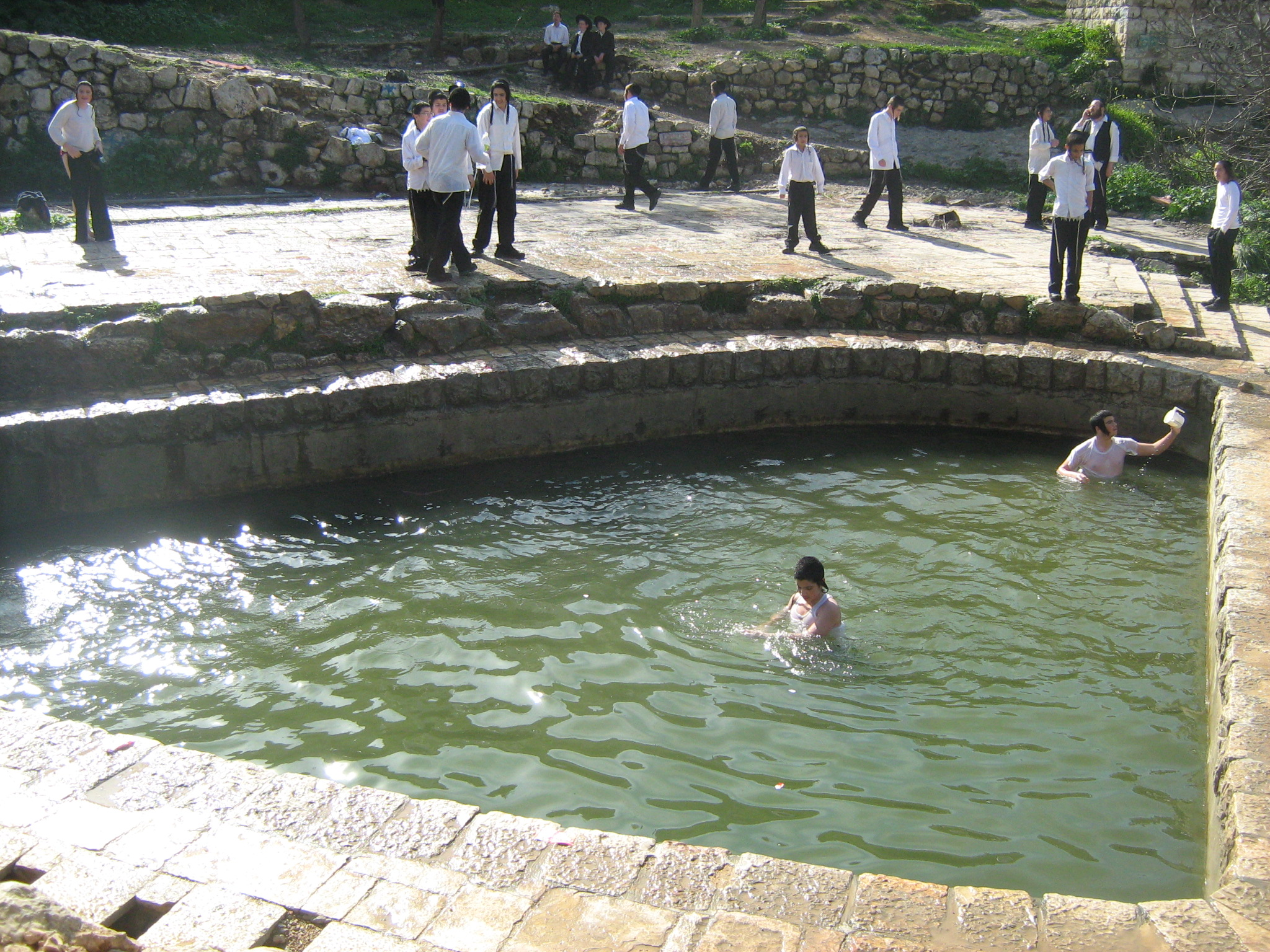
Von der Quelle gespeistes Wasserbecken, Ausflugsziel

Lifta (arabisch لفتا, DMG Liftā; hebräisch ליפתא) ist ein wüst gefallenes palästinensisches Dorf in Israel, westlich von Jerusalem. Anfang 1948 wurden seine Bewohner vertrieben. Die Häuser im Ortskern blieben seitdem im Wesentlichen unverändert. 2015 wurde Lifta von Israel als ein einmaliges Beispiel eines traditionellen levantinischen Dorfes auf der Tentativliste des UNESCO-Welterbes eingetragen.

## Namen
Der Ort Lifta liegt an einer ergiebigen Quelle, die vermutlich mit der in der Bibel erwähnten Neftoach-Quelle (hebräisch מֵי נֶפְתּוֹחַ, Mei Neftoach) identisch ist (Jos 15,9 ). In byzantinischer Zeit habe der Ort Nephtho geheißen und unter den Kreuzfahrern Clepsta.
Der von der israelischen Altertümerbehörde 2008 durchgeführte Survey (siehe unten) erbrachte laut Abschlussbericht keinen Beleg für die These, dass sich an dieser Stelle der in der Bibel erwähnte Ort Neftoach-Quelle befand.

## Entwicklung des Dorfes
Bevor das neu gefasste Quellbecken für die Öffentlichkeit freigegeben wurde, untersuchte Dan Bahat 1986 die Umgebung der Quelle und fand ein Grab sowie Keramik der Mittelbronzezeit II und der Eisenzeit II.
Im Ortskern bestand bereits in hellenistisch-römischer Zeit eine Siedlung. Die antiken Ruinen wurden in der Kreuzfahrerzeit überbaut. Es entstand ein fränkisches Landgut. Dies war ein rechteckiges, massives Steinhaus auf einer Grundfläche von 15,2 × 18,6 Metern. Zu dem fränkischen Gut gehörten außerdem Olivenpressen.
In osmanischer Zeit wurden zunächst die großen Höhlen der Umgebung für Wohnzwecke ausgebaut. Dann baute man Wohnhäuser und landwirtschaftliche Anlagen (zum Beispiel Ölpressen). Das Dorf expandierte und es entstand die Hangbebauung, die jetzt die Dorfanlage kennzeichnet.
Im Jahr 1596 wird Lifta als Dorf in der Nahiya von Jerusalem genannt. Es hatte 396 Einwohner und zahlte Steuern unter anderem von folgenden landwirtschaftlichen Produkten: Weizen, Gerste, Oliven, Obst und Wein.

## Lifta im 19. Jahrhundert
Titus Tobler beschrieb den Ort so: „… ein Dorf im Distrikte der Beni Mâlik, eine kleine Stunde nordwestlich von Jerusalem, liegt an der Nordostseite eines Wadi, der, von Südost herablaufend, in das große, von Bêt Hanîna herziehende Thal übergeht, und dem Grunde des letztern ziemlich nahe. … Gleich südöstlich weiset das Dorf einen großen Schatz, eine auch am Ende der regenfreien Zeit ziemlich reiche Quelle, die aus einer Röhre in einen kleinen gemauerten Kasten fließt.“ Dank dieses Reichtums an Wasser, das sogar mit Eseln nach Jerusalem gebracht wurde, gab es in Lifta Obstgärten mit Pomeranzen, Zitronen, Aprikosen und Birnen. „Die Lage des Ortes bringt es mit sich, daß die von kleinen Quadersteinen gebauten Häuser, an der Zahl über fünfzig, stufenförmig über einander stehen. Unten bilden sie eine lange, zum größten Theile gewölbte Gasse. Als eine Seltenheit zeichnet sich in diesem Dorfe eine Moschee aus.“ Tobler bemerkte am Ortseingang drei Lagen antiken Mauerwerks, das ihn an die Mauern des Haram esch-Scharif erinnerte.

## Lifta im Palästinakrieg

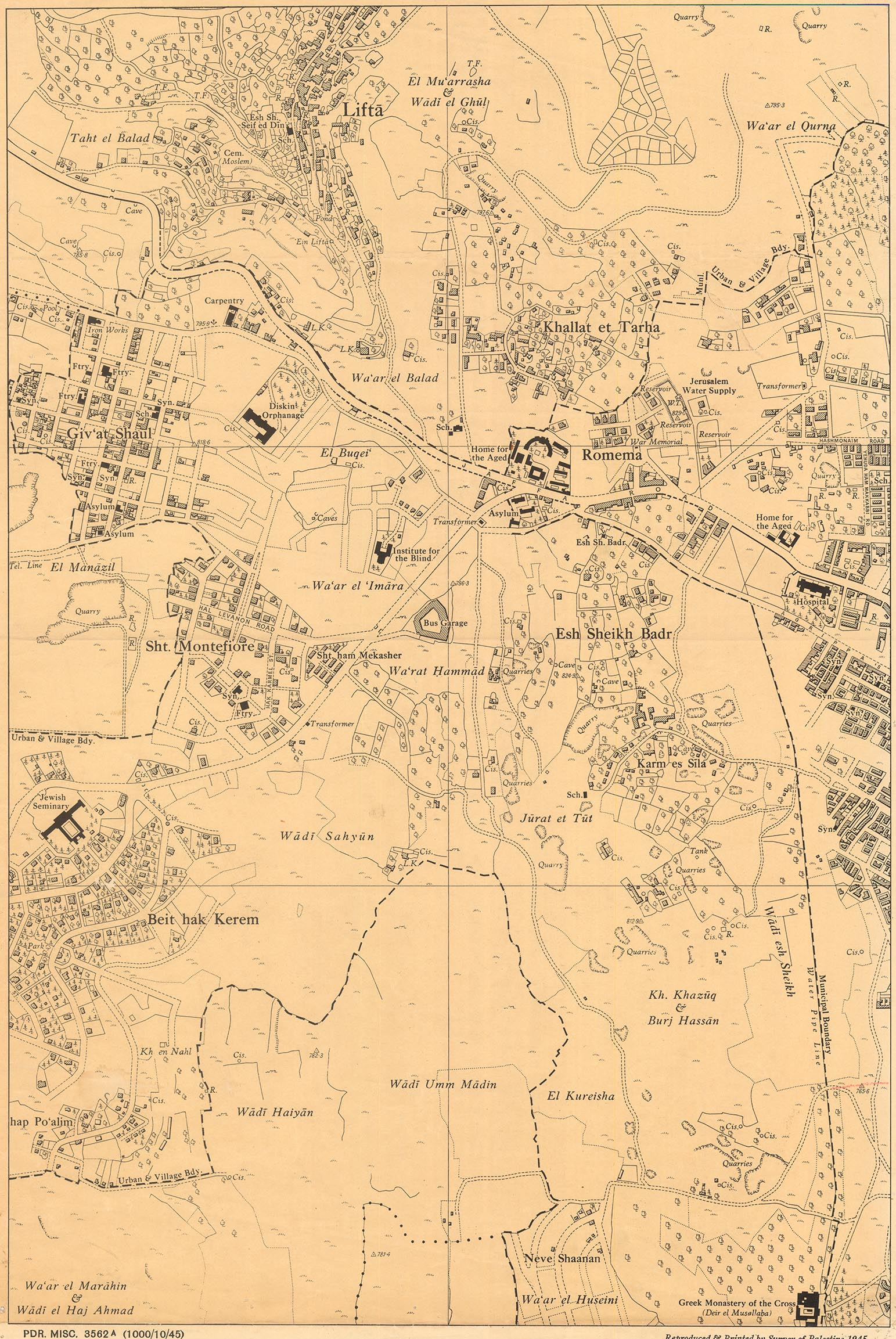
Survey of Palestine (1945), Kartenblatt Nordwest-Jerusalem (Eran Laor Cartographic Collection, Israelische Nationalbibliothek)

In den ursprünglich 450 Häusern lebten vor dem Palästinakrieg etwa 2000 Menschen. Es war das größte und wichtigste Dorf im Umland von Jerusalem. Lifta war in vielerlei Hinsicht schon zu einem Vorort von Jerusalem geworden, und die wirtschaftlichen Verbindungen zur Stadt waren stark. Für die Bauern brachte die Nähe zur Stadt den Vorteil, dass sie ihre Produkte dort auf dem Markt anbieten konnten. Sie bauten Getreide, Gemüse und Obst, Oliven und Weintrauben an.
In der britischen Mandatszeit expandierte der Ort in nordöstlicher Richtung bis nahe an die Jerusalemer Altstadt, einige der Neubauten wurden mitten im landwirtschaftlich genutzten Gebiet errichtet.
Die genauen Umstände, wann und warum die Dorfbewohner Lifta im Palästinakrieg verließen, werden unterschiedlich dargestellt.
In seinem Vorbericht zum archäologischen Survey von 2008 gab Avi Mashiah dazu folgende knappe Informationen: „Während des Krieges von 1948 diente das Dorf als Basis, von wo aus Angriffe auf die Jaffa-Jerusalem-Straße und jüdische Wohngebiete durchgeführt wurden. Im Februar 1948 wurde Lifta verlassen, nachdem Lechi Vergeltungsangriffe in der Gegend von Romema und am Ortsrand (erg. von Lifta) ausgeführt hatte.“
Die israelische NGO Zochrot nennt folgende Einzelheiten: Gleich am Anfang des Palästinakrieges fanden Kämpfe am westlichen Stadtrand von Jerusalem statt. Im Dezember 1947 sicherte die Hagana den westlichen Zugang zur Stadt, wobei die arabischen Bewohner von Romema und Shaykh Badr ihre Dörfer verlassen mussten. Kurz darauf, so die Dokumentation der Hagana, hätten auch die Einwohner von Lifta ihr Dorf geräumt. Dem palästinensischen Historiker ‘Arif al-‘Arif zufolge sei das Kaffeehaus von Lifta am 28. Dezember 1947 unter Beschuss genommen worden, wobei sechs Einwohner gestorben und sieben verwundet worden seien. Nach einem Bericht der New York Times seien Mitglieder der Stern Gang (= Lechi) mit einem Bus vorgefahren und hätten das Feuer auf das Kaffeehaus eröffnet. Die meisten Dorfbewohner hätten Lifta nach diesem Angriff verlassen, die Verbliebenen seien wenig später nachgefolgt. Am 7. Februar 1948 habe David Ben Gurion bei einem Treffen der Mapai mitgeteilt, dass es in mehreren Orten, unter anderem in Lifta, jetzt keine „Fremden“ mehr gebe.
Der Historiker Benny Morris gibt folgende, ebenfalls auf Quellen gestützte Darstellung: Patrouillen der Hagana hätten den Auftrag gehabt, am Ortsrand von Lifta Plakate anzubringen – wohl mit Warnungen, keine Gewalt anzuwenden –, aber das Dorf nicht zu betreten. Gelegentlich habe es Feuergefechte mit der Dorfmiliz gegeben. Irgun Zwi Leumi und Lechi seien von Anfang an aggressiver aufgetreten. Ab Mitte Dezember hätten Milizen aus Nachbardörfern Stellungen in Lifta bezogen. Um die Jahreswende hätten die Einwohner unter einem Mangel an Brot gelitten; Frauen und Kinder hätten das Dorf verlassen. Mitte Januar habe ’Abd al Qadir al Husseini Lifta besichtigt und angeordnet, Frauen, alte Menschen und Kinder zu evakuieren; die Männer sollten bleiben. Am 29. Januar habe Lechi das Dorf überfallen und drei Häuser zerstört. Anfang Februar seien die meisten Einwohner als Flüchtlinge in Ramallah eingetroffen.

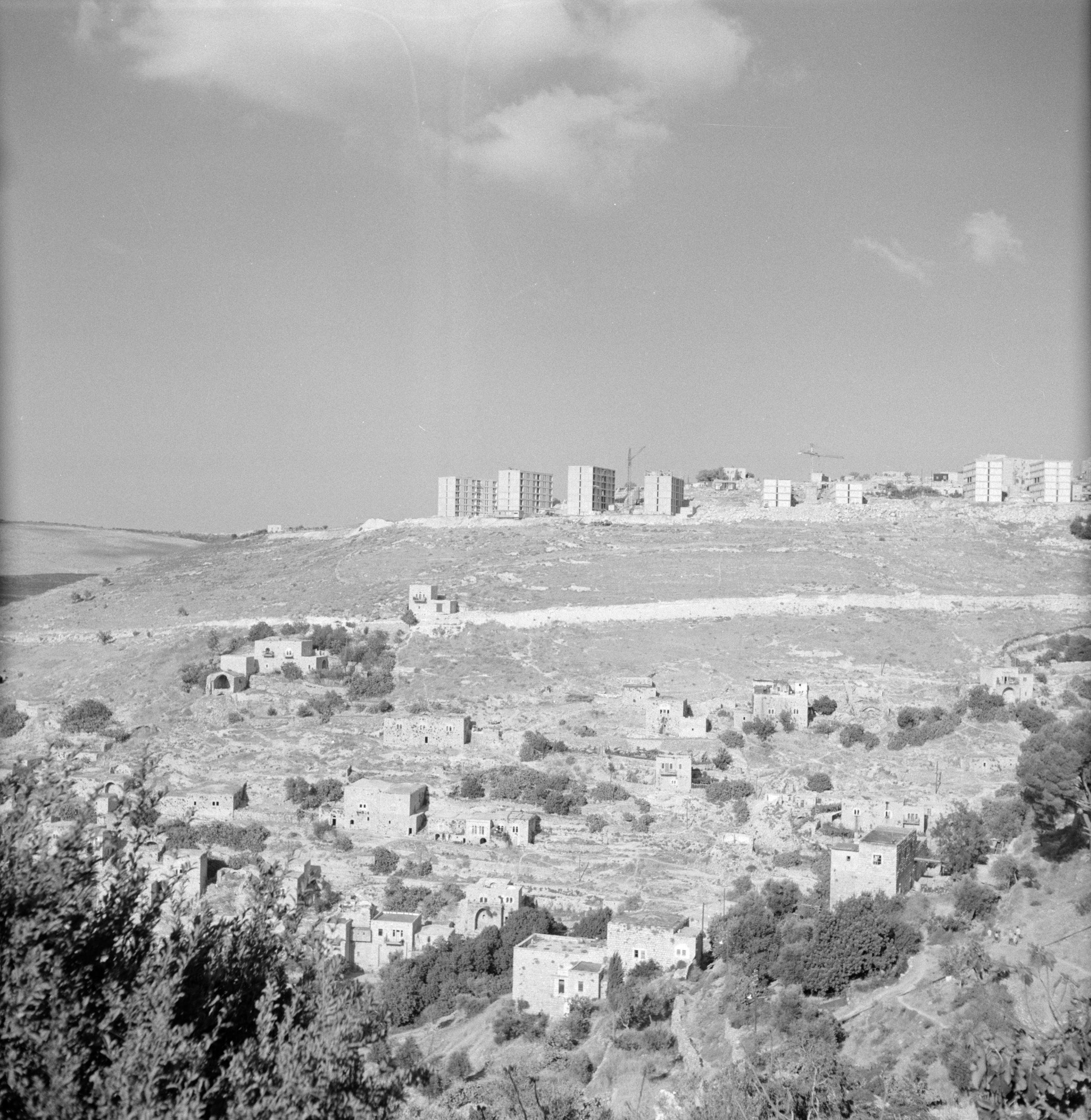
Lifta (1964)

Die Ländereien des Dorfes wurden vom israelischen Staat konfisziert. Auf den landwirtschaftlichen Flächen des Dorfes entstand der Jerusalemer Stadtteil Givat Shaul.
Die Jewish Agency wies 1951 obdachlose geflüchtete und vertriebene jüdische Jemeniten und jüdische kurdische Iraker übergangsweise in die leerstehenden Häuser Liftas ein. In den 1970er Jahren, als genügend neuer Wohnraum geschaffen worden war, drängten die Behörden die Einwohner Liftas zum Umzug und ließ Löcher in Decken geräumter Häuser sprengen. Die jemenitischstämmigen Israelis zogen aus, die kurdischstämmigen Juden dagegen blieben. Im Jahre 2008 teilten die Behörden ihnen mit, dass sie das Dorf verlassen sollten; sie wohnten dort illegal und hätten keinen Anspruch auf Entschädigung. Ein Rechtsstreit begann. Der Staat Israel räumte erstmals offiziell ein, dass die Regierung seinerzeit verantwortlich gewesen sei für die Ansiedlung von Mizrachi-Einwanderern in verlassenen palästinensischen Häusern. Daraus leitete sich für die einquartierten Bewohner Liftas ein Anspruch auf Entschädigung ab, mit deren Zahlung zogen die letzten Liftaner im Sommer 2017 aus.

## Heutiger Zustand
Die Dorfwüstung liegt nahe am Highway 1, der Jerusalem mit Tel Aviv verbindet, das entspricht der historischen Jaffa-Jerusalem-Straße. Eine Zufahrt gibt es nicht, da die moderne Infrastruktur ganz auf die Neubaugebiete ausgerichtet ist. Die Häuser sind in unterschiedlichen Stadien des Verfalls. Sie sind aus Naturstein gebaut, auf quadratischem Grundriss, einige zweistöckig. Die ehemaligen Gärten mit Granatapfel-, Mandel- und Feigenbäumen sind in verwildertem Zustand noch vorhanden.
Ein großes Gebäude (Site 33 des Survey) besitzt ein Kreuzgewölbe und wird als älter eingestuft als die übrigen Wohnhäuser von Lifta.
Die Moschee ist noch erhalten, daneben ist der Friedhof erkennbar. Diese Moschee (Site 10) ist ein einstöckiges Gebäude, das in zwei Flügel unterteilt ist. Der westliche Raum besitzt einen Mihrab und diente dem Gebet – die Dorfbevölkerung war fast vollständig muslimisch –, während für den östlichen Raum eine Nutzung als Madrasa oder Versammlungsraum vermutet wird.
Bei einem großen Gebäude aus osmanischer Zeit (Sites 11–13) wurden antike Grundmauern festgestellt, teilweise erkennt man Quadern mit Bossenschlag. Die Archäologen vermuten, dass sich an dieser Stelle das aus den Quellen bekannte Gebäude der Kreuzfahrerzeit befand.
Im höhergelegenen Teil des Ortes stehen die Ruinen eleganter zwei- und dreistöckiger Gebäude, während sich in der Nachbarschaft der Quelle die Reste einfacherer Häuser finden, die ohne Fundamentierung und ohne Verwendung von Zement erbaut wurden. Letztere sind teilweise eingestürzt. Behauene Steine, einige davon alt, wurden in Zweitverwendung im Mauerwerk der Häuser identifiziert.
Lifta ist ein beliebtes Wander- und Ausflugsziel für die Einwohner von Jerusalem. Anziehungspunkte sind das gefasste Becken der Quelle, worin man schwimmen kann, und die vielfältige Flora und Fauna der umgebenden Landschaft. Auch die ehemaligen palästinensischen Einwohner des Dorfes (Liftawis) kommen regelmäßig in Lifta zusammen.

## Baupläne und Bürgerinitiative „Rettet Lifta“
Nach Plänen der Jerusalemer Stadtverwaltung soll Lifta und sein Umland als Wohngebiet erschlossen werden. Unter Erhaltung und denkmalpflegerischer Sicherung des historischen Ortskerns soll hier ein Appartement-Komplex mit 268 Wohneinheiten entstehen, Geschäfte, öffentliche Einrichtungen, ein Hotel und das erforderliche Straßennetz. In der Vorbereitung dieser Baumaßnahme fand 2008 ein archäologischer Survey statt. Die Archäologen erfassten die historische Bausubstanz des palästinensischen Dorfes. Es stellte sich heraus, dass der Ortskern von Lifta deutlich älter ist, als man bisher vermutete, und dass es unterirdische Räume gab, deren Existenz unbekannt war.
Ein Jerusalemer Gericht stoppte 2012 vorläufig das großangelegte Bauvorhaben. Eine Koalition aus ehemaligen Einwohnern von Lifta, sowohl palästinensischen Liftawis als auch jüdisch-kurdischen Einwanderern, die seit 1951 einige der leerstehenden Häuser bezogen hatten, israelischen Architekten, Friedensaktivisten und Naturschützern versucht, die Umgestaltung zu einem Wohngebiet zu verhindern. Koordiniert wird diese Bürgerinitiative von Daphna Golan, Professorin an der Hebräischen Universität Jerusalem.

## Begründung des Welterbe-Antrags
In Zusammenhang mit der geplanten städtebaulichen Erschließung steht auch die Eintragung des Dorfes auf der Tentativliste des UNESCO-Weltkulturerbes.
Die israelische Regierung als Antragstellerin führte 2015 aus, Lifta sei das einzige historische, intakte Palästinenserdorf. Es sei typisch für Bergdörfer im östlichen Mittelmeerraum. So wie es 1948 verlassen worden sei („als Resultat historischer Ereignisse“), sei es bis heute erhalten geblieben. Die Bausubstanz der Häuser sei unverändert, ohne neuere Hinzufügungen. Es gebe keine neue Infrastruktur, keine hinzugefügten Gebäude, überhaupt keine Spuren des modernen Lebens.
Lifta sei ein Zeuge des traditionellen Dorflebens und traditionellen Ackerbaus, womit sich der Ort perfekt in die Landschaft einfüge. Doch sei die authentische historische Stätte heute gefährdet „unter den historischen Umständen und durch den Druck neuerer Entwicklungen.“